# آيت بويهدى الدير (تيدلي)
آيت بويهدى الدير هي إحدى مشيخات المملكة المغربية، تتبع جغرافيا لإقليم ورززات وإداريًا لتيدلي. يقدر عدد سكانها بـ 5335 نسمة حسب الإحصاء الرسمي للسكان والسكنى لسنة 2004.